# Северни смесени прерии
Северните смесени прерии (на английски: Northern mixed grasslands), наричани също Северни ледникови равнини, са физикогеографска област в централната част на Северна Америка, в северния край на Умерените прерии в Големите равнини.
Разположени са в източните части на щатите Южна Дакота, Северна Дакота и Небраска в Съединените американски щати и в южните части на провинциите Манитоба, Саскачеван и Албърта в Канада. Заемат междинно положение между Северните високотревни прерии на изток и Северните нискотревни прерии на запад.